# Martin Pfister
Martin Pfister (Zugo, 31 luglio 1963) è un politico svizzero.
Dal 1º aprile 2025 consigliere federale della Confederazione Svizzera.

## Biografia
Martin Pfister è nato a Zugo nel 1963. È sposato con la brasiliana Cacilda Giacometti Pfister e ha quattro figli. Vive ad Allenwinden.
Nel 1984 ha conseguito il diploma presso lo St. Michael Teacher Training College. Dal 1988 al 1996 ha studiato presso l'Università di Friburgo, laureandosi in storia e tedesco.
Dal 1993 ha lavorato come assistente di ricerca di Urs Altermatt presso l'Istituto di storia contemporanea dell'Università di Friburgo. Nel 1996 ha trascorso un periodo di studio negli Stati Uniti presso la Stanford University. Dal 2001 fino alla sua elezione in Consiglio di stato ha lavorato come direttore generale di diverse associazioni. Dal 2010 al 2016 è stato presidente della Scuola Tecnica Superiore di Naturopatia e Omeopatia (HFNH).

## Carriera militare
Pfister ricopre il grado di colonnello dell'Esercito svizzero. Ha svolto il ruolo di Capo dell'Aiuto militare in caso di catastrofe della Regione territoriale 3.

## Carriera politica
È entrato in politica come membro della commissione tutoria per l'assistenza sociale di Baar e dal 2005 al 2012 è stato presidente del partito il Centro di Baar.
Nel 2006 è stato eletto come deputato del Gran consiglio di Zugo, dove è stato membro delle commissioni della pianificazione del territorio e della sanità e presidente della Commissione dell'istruzione. Fino al 2016 è stato presidente del partito il Centro del Canton Zugo.
Nel 2016 è stato eletto al primo turno come membro del Consiglio di stato del Canton Zugo e ha assunto la direzione del Dipartimento della sanità.
Il 1º aprile 2025 è stato eletto dall'Assemblea federale come membro del Consiglio federale a capo del Dipartimento federale della difesa, della protezione della popolazione e dello sport, dopo che la predecessora Viola Amherd ha annunciato le sue dimissioni.